# Back with a Heart
A Back with a Heart Olivia Newton-John 1998-ban, több év kihagyás után kiadott lemeze, mellyel sikeresen alapozta meg mai napig tartó második karrierjét. A Back with a Heart egy album erejéig való visszatérés Olivia 1974 és 1978 közötti lágy country stílusához.

## Az album készítéséről
Olivia Newton-John nemzetközi karrierje 1971-ben kezdődött, első folk műfajú albumával (If Not For You). Karrierje első szakaszában elsősorban folkballadákat és lágy country dalokat énekelt, majd a Grease sikere után inkább popzenei albumokat adott ki. 1982 után életét elsősorban a családjának, majd gyermekének szentelte, ezután ha ritkábban is, de folyamatosan jelentek meg lemezei 1992-ig. 1991-től több, súlyos csapást kellett elviselnie. Nemzetközi ruházati üzlethálózata, a Koala Blue váratlanul csődbe jutott, kárpótlási perek indultak ellene. Családi tragédiák, rákbetegség, hosszú gyógykezelés, majd házassága megromlása, végül válás tetőzte be az öt évig tartó időszakot. A következő időszak egyfajta útkereséssel telt, melynek eredménye az 1998-ban kiadott Back with a Heart, mely visszatérés Olivia korai folkos–countrys stílusához. A négy év kihagyás után kiadott albummal Oliva sikerrel alapozta meg második, mai napig tartó karrierjét. A dalok a countryzene fővárosának számító Nashville stúdióiban készültek.

## A dalok ismertetése
Az album első dala a Precious Love, egy dallamos, érzelmes, lassú dal, ezt követi a Closer to Me, John Farrar szerzeménye, majd a Fight For Our Love, egy jellegzetes country-ballada, fémgitár közreműködésével. A Spinning His Wheels Olivia legkorábbi időszakára emlékeztető folk-ballada, hegedű közreműködésével. Az album egyetlen gyors tempójú dala az Under My Skin, John Farrar dala, country-rock stílusban. A Love is a Gift az album egyik legfontosabb dala, egy lassú ballada, Olivia mély érzésű előadásában, melyért Primetime Emmy díjat kapott. A két következő, közepes tempójú country-rock jellegű dal az I Don't Wanna Say Goodbye és a Don't Say That. A következő Attention egy egészen lassú tempójú ballada, a háttérben hegedű és fémgitár kíséret is hallható. Az album címadó dala egy blues ritmusú dal, a Back with a Heart. A záródal az I Honestly Love You, Olivia 1974-es, talán legismertebb dalának új felvétele. A közel negyedszázados élettapasztalat új dimenziókba emeli a Olivia eredetileg is mély érzésű előadását. Az album japán kiadása tartalmaz még egy bonus dalt, What's Forever For címmel.

## Az album dalai
- Precious Love (Olivia Newton-John& Anne Roboff)
- Closer to Me (John Farrar)
- Fight For Our Love (Olivia Newton-John & Victoria Shaw)
- Spinning His Wheels (Olivia Newton-John & Gary Burr)
- Under My Skin (John Farrar)
- Love Is A Gift (Olivia Newton-John & Victoria Shaw & Earl Rose)
- I Don't Wanna Say Goodnight (Al Anderson & Robert Ellis Orrall)
- Don't Say That (Olivia Newton-John & Chris Farren)
- Attention (Olivia Newton-John & Annie Roboff & Steve Seskin)
- Back With a Heart (Olivia Newton-John & Gary Burr)
- I Honestly Love You (Peter Allen & Jeff Barry)
- What's Forever For (Rafe VanHoly) (csak az album japán kiadásán)

## Az album alapján kiadott kislemezek
- Back With A Heart / Precious Love – Festival Records D1755
- I Honestly Love You (1998-as változat és remixek) – MCA-Nashville MCADS 72053
- I Honestly Love You / What's Forever For – MCA 80521

## Az album videóklipjei
Két dalról készült videóklip, ezek a Precious Love és az I Honestly Love You 1998-as új felvétele. Előbbi egy egyszerű, egyszemélyes klip, hozzá a tenger. A második klip Olivia 1974-es dalának, egyik legnagyobb sikerének új felvétele. A klip egy világítótoronyban és egy kisebb hajón játszódik. A Point Vincente Lighthouse világítótoronyban forgatott rész külső képsorait egy kamerával felszerelt, távirányítható minihelikopterről forgatták, a motorost az amerikai parti őrség bocsátotta rendelkezésre. Az I Honestly Love You megjelent az Olivia Newton-John: Video Gold DVD válogatáson, a Precious Love nem jelent meg megvásárolható formában.

## Helyezések

### Album
- Billboard album lista: 59
- Billboard country album lista: 9

### I Honestly Love You (1998 Version)
- Billboard Hot 100: 67
- Billboard Adult Contemporary lista: 18
- Billboard country lista: 17

## Díjak
Olivia a Love Is a Gift című daláért Primetime Emmy díjat kapott.

## USA Kiadások
- MCA-Nashville Records – MCAD 70030
- 2004. július, második kiadás